# Tochigi Soccer Club

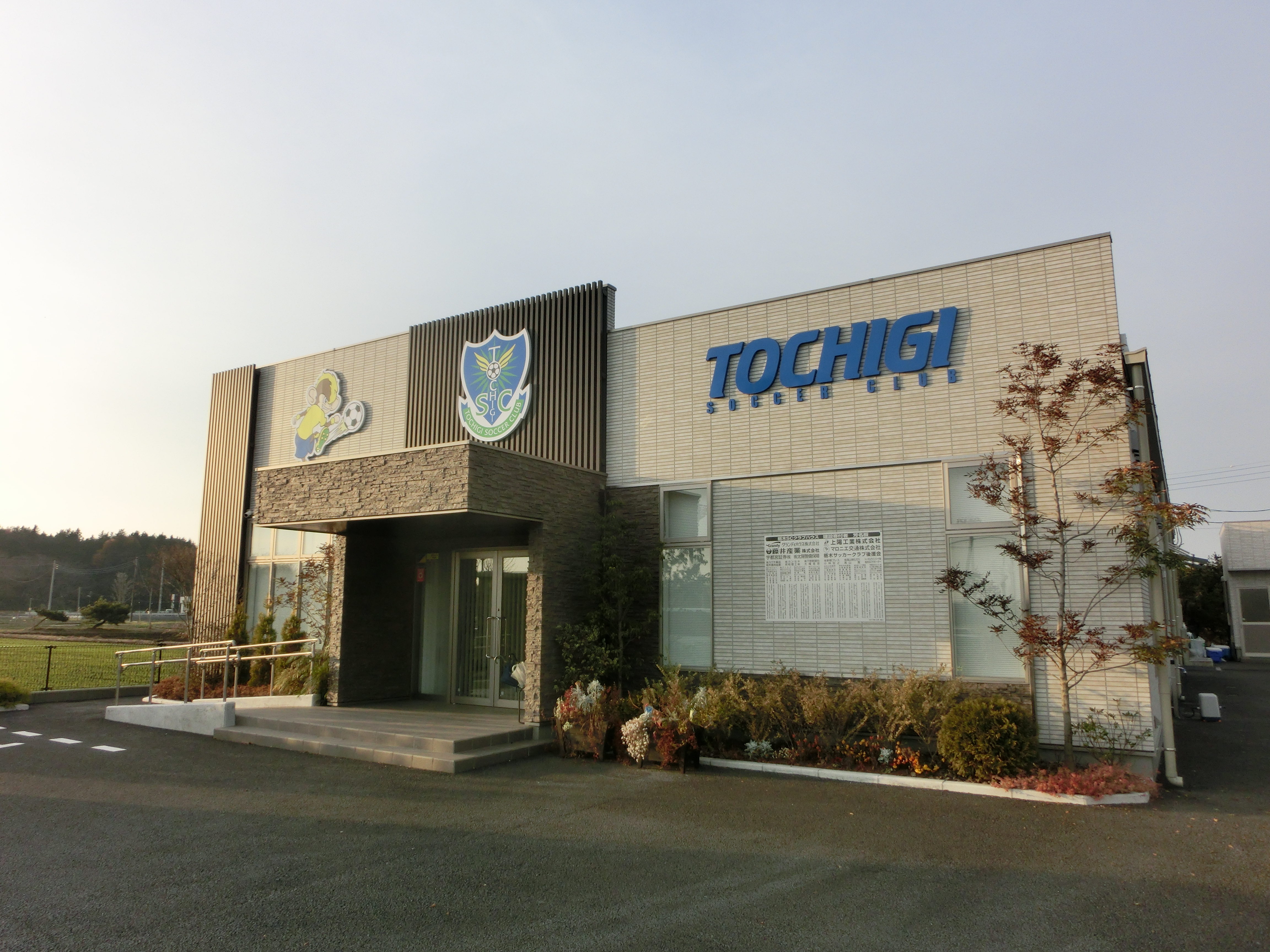
La sede de Tochigi Soccer Club.

El Tochigi Soccer Club (栃木サッカークラブ?) es un equipo profesional de fútbol de Japón, situado en la ciudad de Utsunomiya, capital de la Prefectura de Tochigi. Fue fundado en 1953 y jugará en la J3 League desde 2025.

## Historia
El club se crea en el año 1953 como Tochigi Kyoin SC, un equipo amateur formado por profesores que jugaba en las divisiones inferiores de las competiciones japonesas. A pesar de no contar con patrocinadores, consiguieron llegar a categorías superiores, hasta alcanzar en 1992 la Liga de la región de Kanto.
Tochigi comenzó a admitir jugadores profesionales en 1994, año en que cambia su nombre por el actual de Tochigi Soccer Club. En 1999 el equipo gana la Liga de Kanto y consigue ascender a la Japan Football League, donde permanecerían varias temporadas. A partir de la temporada 2005, Tochigi SC se postula como uno de los clubes que pretendía pasar al profesionalismo completo y jugar en la J. League, pasando a contar con el apoyo de diversos patrocinadores locales.
En 2007 la J. League les otorga el grado de miembro asociado de la liga, por lo que podrían conseguir una plaza en la Segunda División si quedaban entre los primeros de la JFL. En el año 2008 Tochigi logra ese propósito, al quedar en segunda posición de la categoría. Tochigi debutó en la J. League 2 en la temporada 2009. En su primera temporada, terminó penúltimo.

## Uniforme
- Uniforme titular: Camiseta amarilla, pantalón azul, medias azules.
- Uniforme alternativo: Camiseta blanca, pantalón blanco, medias blancas.

## Estadio
Tochigi SC disputa sus partidos como local en el Tochigi Green Stadium de Utsunomiya, con capacidad para albergar hasta 18.000 espectadores.

## Jugadores

### Jugadores destacados
La siguiente lista recoge algunos de los futbolistas más destacados de la entidad.
| Japón - Akito Kawamoto - Hiroyuki Hayashi - Hisahito Inaba - Kyotaro Yamakoshi - Ren Sengoku - Ryosuke Kawanabe - Ryuta Sasaki - Satoshi Yokoyama - Shigeru Sakurai - Shuto Suzuki - Takuma Nagayoshi - Tetsuya Okubo - Toshikazu Irie - Tsutomu Kitade - Tsuyoshi Kaneko |

## Rivalidades
Derbi del Norte de Kanto
El derbi del Norte de Kanto considera a todos los enfrentamientos de los clubes situados al norte de dicha región, con excepción del derbi de Ibaraki (Kashima Antlers vs Mito Hollyhock), es decir que en el participan el Kashima Antlers, Mito Hollyhock, Tochigi SC y Thespakusatsu Gunma.